# Blake Leeson
Blake Gregory Leeson (* 7. Juni 1995 in Mequon) ist ein US-amerikanischer Volleyballspieler.

## Karriere
Leeson begann seine Karriere an der Homestead High School. Danach studierte er an der Ohio State University und spielte in der Universitätsmannschaft. Nach dem Studium spielte er in der Saison 2019/20 beim finnischen Verein Raision Loimu. Danach wechselte er zum Schweizer Erstligisten Lausanne UC. Mit dem Verein trat er 2020/21 international im Challenge Cup an. Anschließend wurde der Mittelblocker vom deutschen Bundesligisten Netzhoppers Königs Wusterhausen verpflichtet. Die Netzhoppers schieden im DVV-Pokal 2021/22 im Achtelfinale aus, erreichten aber als Tabellensechster der Bundesliga-Hauptrunde das Playoff-Viertelfinale. Im Laufe der Saison 2022/23 kam Leeson zum schwedischen Verein Södertelge VBK.
Zur Saison 2023/24 wurde er vom deutschen Bundesligisten SVG Lüneburg verpflichtet. Mit dem Verein kam er im DVV-Pokal 2023/24 ins Halbfinale und in der Bundesliga 2024/25 bis ins Finale der Play-offs. International spielte Lüneburg 2023/24 zunächst in der Champions League und erreichte dann das CEV-Pokalfinale.
Zur Saison 2025/26 wechselte Leeson zum griechischen Erstligisten AO Kalamata 1980.